# Petrona Rosende
Petrona Rosende de Sierra (Montevideo, 18 de octubre de 1787 - Ib., 1862) fue una periodista y poeta uruguaya nacionalizada argentina. Es considerada la primera periodista argentina.

## Biografía
En la ciudad de Buenos Aires fundó el periódico feminista La Aljaba, que apareció en noviembre de 1830 y se editaba dos veces por semana en la Imprenta del Estado. Tenía como lema «Nos libraremos de las injusticias de los demás hombres, solamente cuando no existamos entre ellos». El periódico circuló hasta enero de 1831, en un total de 18 ejemplares. Actualmente la colección completa puede verse en el museo Mitre y en la Biblioteca Digital Trapalanda de la Biblioteca Nacional de Argentina.
El contenido íntegro de La Aljaba fue escrito por ella misma, aunque nunca firmó una nota con su nombre. Tenía apenas 40 años cuando montó el periódico, que se enfocaba en el fomento de la instrucción educativa de la mujer, su rol en la sociedad y su posición frente a los hombres; asimismo, contaba con secciones dedicadas al arte, la religión, la amistad, los poemas y la literatura.
Rosende era también poeta; el escritor uruguayo Alberto Zum Felde la llamó "la décima musa" y "la Safo oriental". Fue llamada por Alejandro Magariños Cervantes "Eva del arte". Sus versos se publicaron en 1835 y 1837 en el Parnaso Oriental de Luciano Lira, y fue la única mujer incluida en esa publicación. Sus contribuciones en dicha obra tenían una estética particular, como los inicios en mayúscula de cada verso, y fue considerada como una de las primeras representantes de la poesía visual.
Se casó en 1812 con José Agustín Sierra, con quien tuvo tres hijos.